# Chris Moneymaker
Christopher Bryan Moneymaker (Atlanta, Georgia, 21 de noviembre de 1975) es un jugador de póquer estadounidense que ganó el evento Principal de las World Series of Poker (WSOP) en 2003. Generalmente se considera su victoria como uno de los catalizadores principales del boom de póquer en los años que siguieron a su triunfo.
Moneymaker asistió a la Farragut High School en Farragut, Tennessee y después hizo un Master de contabilidad en la Universidad de Tennessee. Fue socio de la fraternidad Pi Kappa Phi mientras asistía a la universidad.
Moneymaker trabajaba  Agen Poker como contable cuando ganó una silla en el nagapoker evento principal de las WSOP 2003 tras un torneo satélite de $39 en PokerStars. Aunque era desconocido antes del torneo, en el primer día su destreza llamó la atención del pronosticador de deportes profesionales Lou Diamond, quien llamó a Moneymaker su "vencedor inesperado para ganar el torneo entero". Moneymaker ganó el primer premio de $2.5 millones, cosechando el estatus de superestrella de póquer. Fue su primer torneo de póquer en directo.
Desde entonces Moneymaker ha jugado en el World Poker Tour, terminando en segundo dewapoker lugar en 2004 llamado Shooting Stars, donde ganó $200.000.
Después de ganar la SMP, dejó su trabajo para servir como portavoz al dueño de la Serie, Harrah's Entertainment además de PokerStars. También empezó a viajar para jugar en más torneos.
Durante el World Championship Of Online Poker de 2008 Moneymaker ganó más de $139.000 por terminar en sexto lugar en el quinto evento de la serie, el No Limit Texas Hold 'em con una compra de $10.300. También ganó en el decimosexto evento (el rebuy de pot limit Omaha de $215), donde terminó en quinto lugar y ganó más de $28.000 Sbobet.
Moneymaker está casado y tiene una hija llamada Ashley, quien nació 3 meses antes de su victoria en las WSOP. Su autobiografía, Moneymaker: como un jugador de póquer amateur convirtió $40 en $2,5 millones en las World Series of Poker Online fue publicado en marzo de 2005.
Desde 2008, sus ganancias totales de torneos en directo exceden de $2.800.000.

## Apellido
El apellido de Moneymaker es un patrónimo. No es un seudónimo sino su nombre real. Sus antepasados, alemanes, se dedicaban a la producción de monedas de plata y oro y eligieron el nombre "Geldmacher", cuya traducción al inglés es "Moneymaker".